# Říčka (přítok Zdobnice)
Říčka v minulosti nazývaná též Klauza je malá horská říčka v Královéhradeckém kraji. Je to významný levostranný přítok řeky Zdobnice. Délka toku činí 13,25 km. Plocha povodí měří 33,3 km².

## Průběh toku
Pramení v Orlických horách severoseverozápadně od Zakletého (991 m n. m.) v nadmořské výšce okolo 975 m. Na horním a středním toku v Říčkách směřuje k jihu až jihovýchodu. Na dolním toku v Julinčině údolí a Hamernici teče jihozápadním směrem. Ústí do řeky Zdobnice na jejím 16,9 říčním kilometru, nedaleko Pěčína, v nadmořské výšce 443,3 m. Nad ústím se vypíná mohutná Plačtivá skála, jejíž název je odvozen od vody neustále vytékající ze skalních trhlin.

### Větší přítoky
Říčka má dva významné levostranné přítoky, které se nazývají Hluboký potok a Anenský potok.

## Vodní režim
Průměrný průtok Říčky u ústí činí 0,56 m³/s.